# John T. Lauridsen
John T. Lauridsen (1951) es un historiador danés.
Es autor de obras como Marselis konsortiet: En studie over forholdet mellem handelskapital og kongemagt i 1600-tallets Danmark (Jydsk selskab for historie, 1987), Klatterup - Et arbejderkvarter i Esbjerg 1890-1990 (1992), Krig, købmænd og kongemagt - og andre 1600-tals studier (Museum Tusculanums forlag, 1999), Dansk Nazisme 1930-45 (Gyldendal, 2002) o Nazism and the Radical Right in Austria, 1918–1934 (The Royal Library Museum Tusculanum Press, 2007), entre otras muchas.